# هیدکی نیشیمورا
هیدکی نیشیمورا (انگلیسی: Hideki Nishimura؛ زادهٔ ۱۵ آوریل ۱۹۸۳) بازیکن فوتبال اهل ژاپن است.
از باشگاه‌هایی که در آن بازی کرده‌است می‌توان به باشگاه فوتبال سانفریس هیروشیما اشاره کرد.